# 阮福綿宛
阮福綿宛（越南语：／，1833年2月12日—1893年11月30日），越南阮朝明命帝第六十子，生母賢妃吳氏政。
明命十三年十二月二十三日（1833年2月12日），阮福綿宛在順化皇城出生。明命二十一年（1840年）四月，受封為廣化郡公（越南语：／）。成泰五年十月二十三日（1893年11月30日），阮福綿宛因病去世，壽六十一歲，賜諡恭亮。葬於承天府香水縣居正總月瓢社，在香茶縣富春總富春社建祠祭祀。

## 子女
阮福綿宛有2子7女。後裔按御賜走字部起名。
- 女阮氏春秀，咸宜元年（1885年）出生，1988年去世，壽103歲。

## 影視形象
| 演員 | 年份   | 影視作品 | 備註  |
| 黄維 | 2019年 | 《鳳扣》 | [ 3 ] |